# Kishu
Kishu (jap. 紀州犬 kishū-inu) – jest to jedna z ras psów, należąca do grupy szpiców i psów pierwotnych, zaklasyfikowana przez FCI do sekcji szpiców azjatyckich i ras pokrewnych. Nie podlega próbom pracy.

## Rys historyczny i użytkowość
Kishu jest rasą szpica, która podobnie jak Shikoku, Kai, czy Hokkaido, prezentują typ dawnego szpica japońskiego. Przodkowie tej rasy zamieszkiwali tereny ówczesnej prowincji Kishū (inaczej Kii), obecnie część prefektur Wakayama i Mie.
Dawniej, jak i współcześnie w środkowej części południowo-zachodnich obszarów Japonii, Kishu hodowany jest jako pies myśliwski do polowań na dziki i sarny, a także jako pies stróżujący. W Europie jest utrzymywany jako pies do towarzystwa.

## Wygląd
Kishu jest psem o silnej i muskularnej sylwetce. Kufa jest w kształcie klina zwężająca się ku końcowi. Uszy są małe i trójkątne, noszone prosto i lekko pochylone do przodu. Ogon gruby i wysoko osadzony jest sierpowato zwinięty nad grzbietem lub noszony zwinięty na nim. 

### Szata i umaszczenie
W przypadku szpiców japońskich to tylko u Kishu i Akity jest dopuszczalne umaszczenie całkowicie białe. Od lat czterdziestych maść pręgowana, beżowa lub ruda nie są dopuszczone. Obecnie jedynym prawidłowym umaszczeniem jest kolor biały. Dozwolony jest czerwony nalot na grzbiecie i końcówkach uszu.